# Harald Forsberg
Bror Harald Forsberg, född 26 juli 1902 i Högmo, Älvkarleby församling, Uppsala län, död 9 oktober 1995 i Skutskär, Älvkarleby församling, var en svensk konstnär, konsthantverkare och fotograf.
Han var son till Per Johan Forsberg och Johanna Lundberg och växte upp med åtta syskon. Forsberg studerade teckning och målning via korrespondenskurser från Hermods 1919-1921. Hans konst består av djur, solnedgångar, kvällsstämningar, vintermotiv samt landskapsbilder från norra Uppland. Forsberg är representerad vid Gävleborgs sparbank samt biblioteket, vårdcentralen, ordenshuset och Älvboda Friskola i Skutskär.